# セルジヨ・コロナド
セルジヨ・コロナド（Sergio Coronado、1970年3月13日 - ）は、チリ出身のフランス男性政治家。ヨーロッパ・エコロジー＝緑の党所属。2012年6月17日から国民議会議員。
コロナドは、1973年にアジェンデ政権に対してピノチェト将軍のクーデターが起きると、家族とともにチリから逃れた。彼はアルゼンチンで育ち、1982年からフランスに入国した。
チリの政権交代後、彼は家族とともにフランス国籍を取得した。彼は1994年にフランス人となるまで無国籍であった。2008年後半、彼は政治学のフェローシップを取得し、コロンビアのボゴタへ移り住んだ。
2012年フランス大統領選挙に際して同党の候補者であったエヴァ・ジョリの広報担当・代表者を務めた。2008年の憲法改革により発足した駐国外フランス人選挙区において当選したので、ラテンアメリカ及びカリブ海地帯に住んでいるフランス人の初めての国民議会議員でもある。チリ・フランスの二重国籍を持つ。
2012年6月のゲイ・パレードにて、コロナドは自らが同性愛者であることをカミングアウトした。カミングアウトしたフランスの国会議員としては、フランク・リーステル（fr）に次いで2人目である · 。

## 参考
1. ↑  「La gauche triomphe, hécatombe à droite : les 10 points à retenir des législatives」、『ル・モンド』、2012年6月18日
2. ↑  「MEXICO LÉGISLATIVES 2012 – Le premier député des Français d’Amérique Centrale et du Sud est...」、『Le petit journal - Mexique』、2012年6月18日
3. ↑  C. リュージュリ「Sergio Coronado, le porte-parole franco-chilien de la candidate franco-norvégienne, Eva Joly」、『francetv.fr』、2012年1月4日
4. ↑  Sergio Coronado, 2e député ouvertement gay après son coming out sur Twitter sur Têtu, 2 juillet 2012
5. ↑  Sur 577 députés, nous sommes plus de deux homosexuels sur Europe 1, 2 juillet 2012